# Semilånghår
Semilånghår är en av de fyra kategorier som raskatterna är indelade i. Semilånghårskatterna är halvlånghåriga katter och består i SVERAK av följande raser:
American Curl, Helig birma, Maine Coon, Norsk skogkatt, Ragdoll, Sibirisk Katt, Turkisk angora och Turkisk van. IDP inkluderar fler raser i kategorin semilånghår.